# Reidershof
Reidershof war eine Ortschaft in der Gemeinde Windeck im Rhein-Sieg-Kreis.

## Lage
Reidershof liegt auf dem Leuscheid. Es bildet heute den nordwestlichen Teil von Leuscheid. Weiterer Nachbarorte sind Werfermühle im Westen und Ohmbach im Norden.

## Geschichte
Das Dorf gehörte zum Kirchspiel Herchen und zeitweise zur Bürgermeisterei Herchen.
1830 hatte der Weiler 33 Bewohner.
1845 hatte Reidershof 41 Einwohner in acht Häusern, bis auf drei Katholiken alle evangelischen Glaubens.
1888 hatte der Weiler 38 Bewohner in neun Häusern.
1910 gab es hier die Haushalte Ackerer Gerhard Bitzer, Tagelöhner Gerhard Breidenbach, Witwe Johann Wilhelm Butz, Schreiner Gerhard Fuchs, Zimmerer Wilhelm Gabriel, Ackerer Friedrich Wilhelm Lenz, Ackerer Gerhard Heinrich Markus und Ackergehülfe Wilhelm Markus.
1962 hatte der Ort 62, 1976 82 Einwohner.